# Битка код Староконстантинова (1648)
Битка код Староконстантинова у лето 1648. била је пораз побуњених козака у устанку Богдана Хмељницког.

### Увод
У пролеће 1648., Богдан Хмељницки је изабран за хетмана Запорошке војске. Формално изјављујући верност краљу Владиславу IV, Хмељницки је склопио савез са Кримским Татарима и уништио пољску војску у Украјини у биткама код Жуте Воде и Корсуња. Козачке победе изазвале су масовни устанак православних кметова у целој Украјини, усмерен против локалне властеле и великаша. Највећи великаш у Украјини био је кнез Јеремија Вишњовјецки, православни властелин који је тек 1632. примио католичку веру.

### Битка
Кнез Јеремија Вишњовјецки поседовао је 38.000 домаћинстава са око 230.000 кметова, и командовао приватном војском од око 6.000 најамника. Док је Богдан Хмељницки са главнином запорошке војске био заузет ширењем устанка и освајањем градова по Украјини у лето 1648., приватна војска кнеза Јеремије је уништила неколико одреда побуњених сељака, од којих је највећи био онај Максима Кшивоноса. Заробљени побуњеници побијени су без милости, а велики број је набијен на коље.

### Последице
Паралисана поразима и смрћу краља Владислава IV, пољска влада на челу са канцеларом Осољинским склопила је примирје са козацима, посредством Адама Кисјеља, војводе Кијева и јединог православног члана пољског сената. Склапање мира и споразум са козацима омеле су акције кнеза Вишњовјецког, које су ојачале ратну странку у козачком табору и натерале Хмељницког да одустане од преговора.

## У пољској култури
Ова битка је детаљно приказана у роману "Огњем и мачем" пољског нобеловца Хенрика Сјенкјевича из 1884.